# 타라 언덕

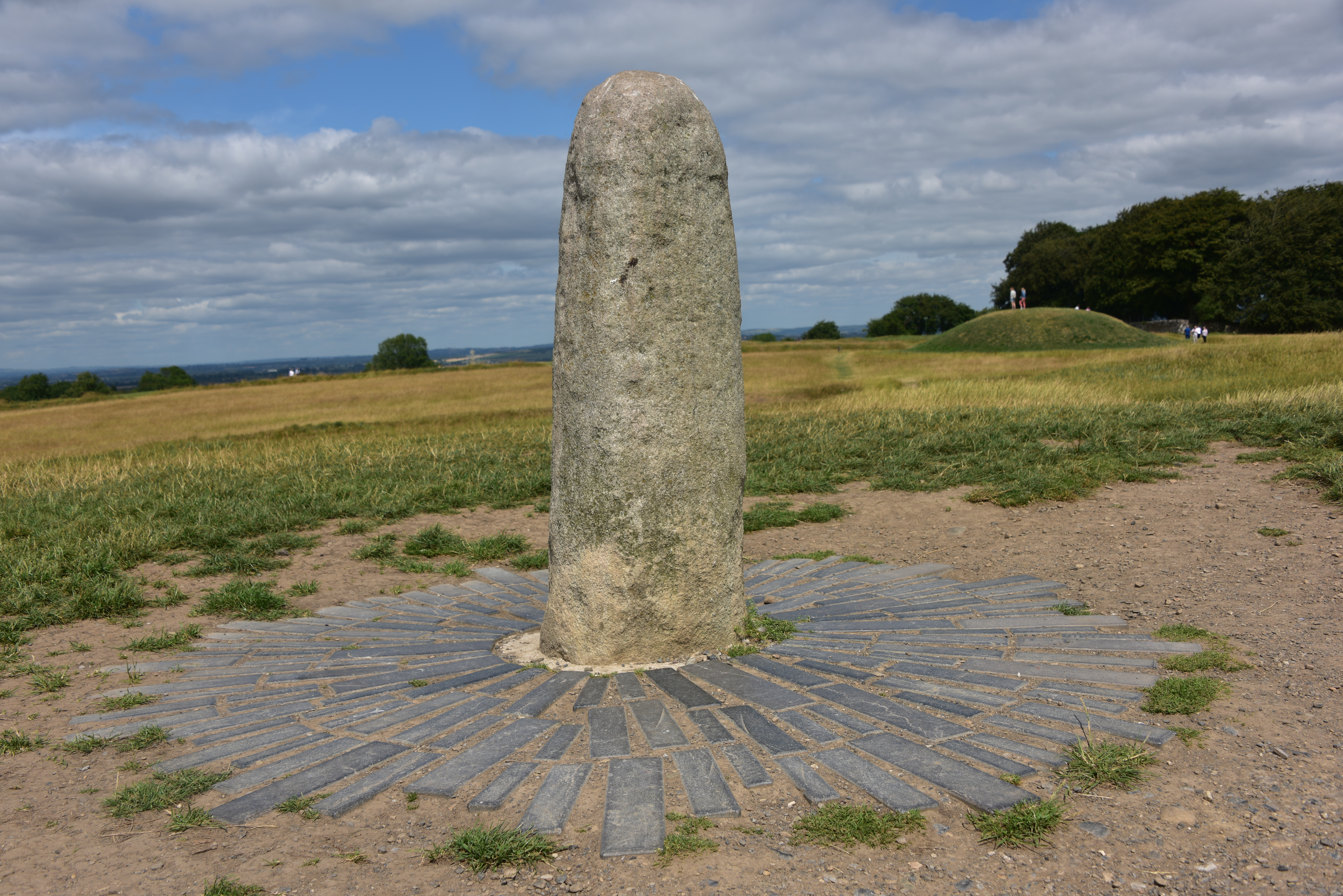
타라 언덕 정상의 리어 팔

타라 언덕(Hill of Tara, 아일랜드어: Teamhair 또는 Cnoc na Teamhrach)은 아일랜드 미스주 내번 12km 남쪽에 있는 언덕으로, 아일랜드 전설에 의하면 아르드리들의 나라가 존재한 곳으로 알려져 있다. 수많은 묘로 이루어져 있는데, 여기에는 연도분, 분구묘, 선돌 등으로 구성된다. 교회도 존재한다.

## 사진

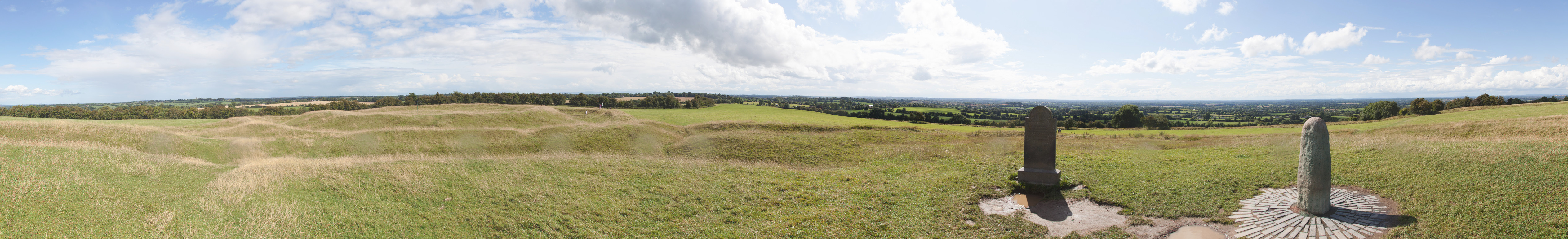
타라 언덕의 주변 풍경
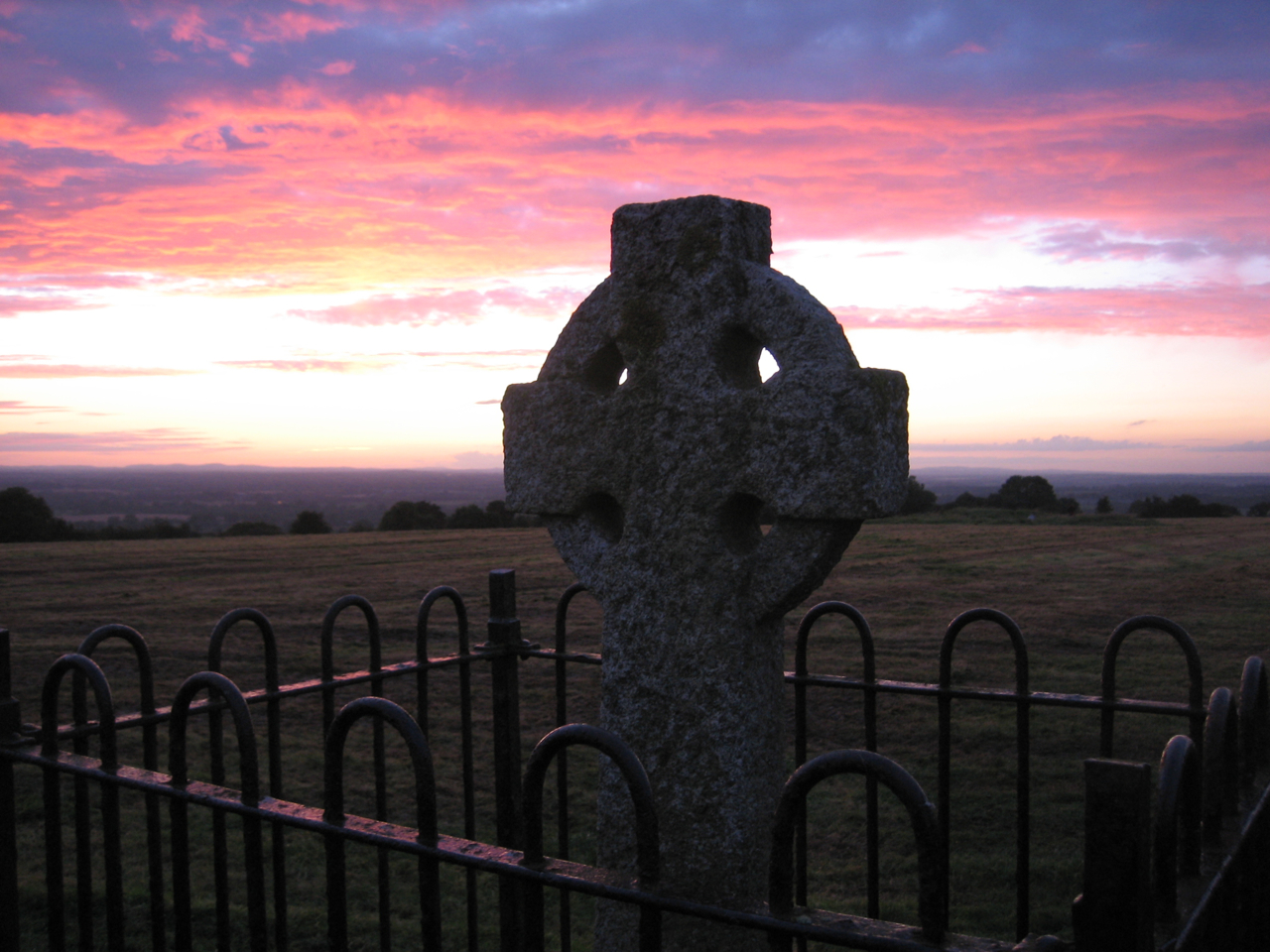
하이 크로스
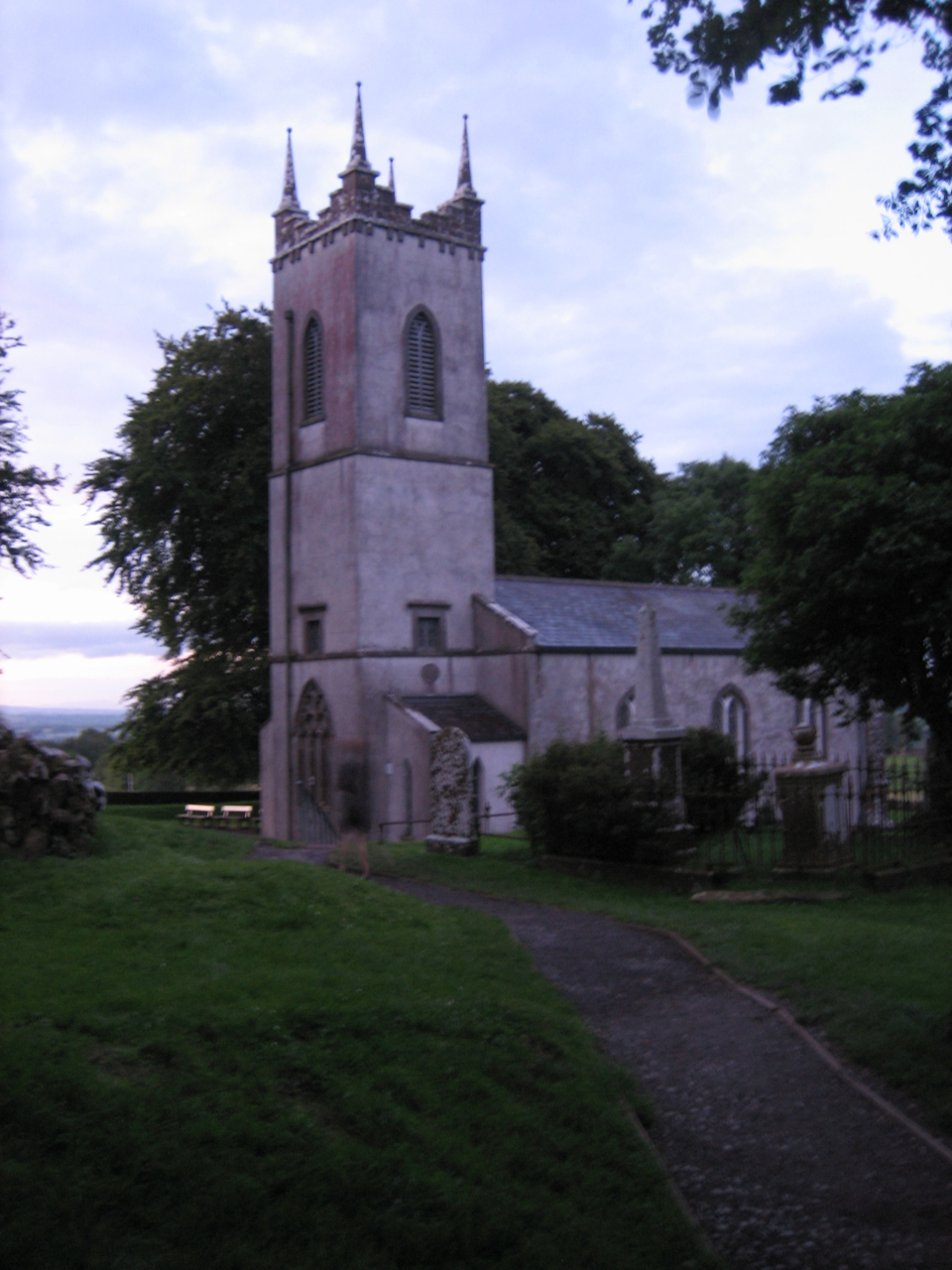
교회
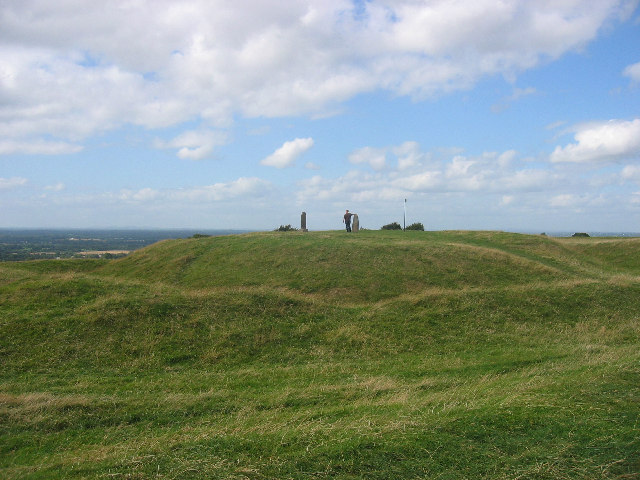
정상
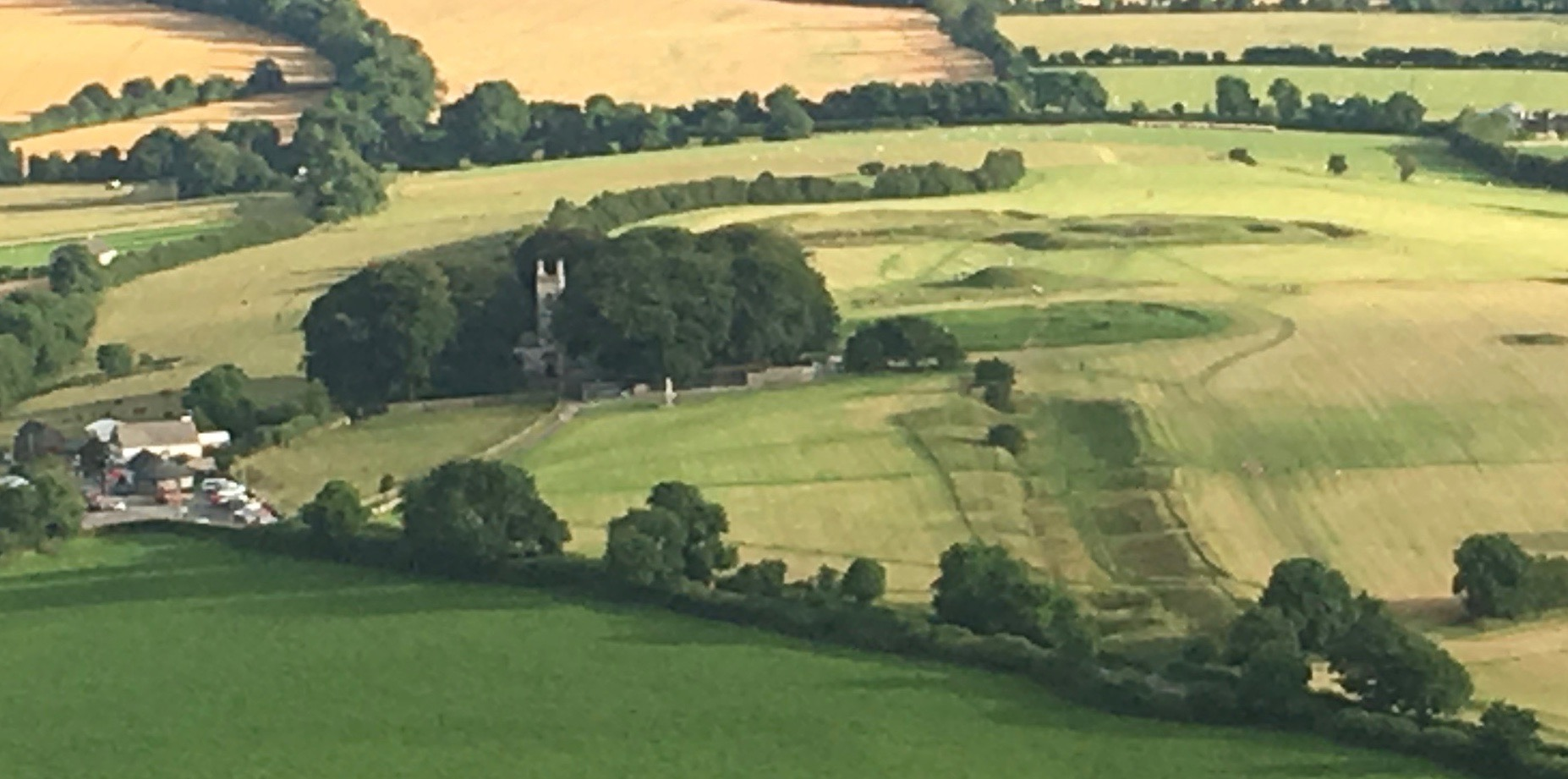
항공 사진

## 같이 보기
- 감라웁살라
- 스톤헨지